# Prasinochrysa eucharis
Prasinochrysa eucharis är en fjärilsart som beskrevs av W. Warren 1900. Prasinochrysa eucharis ingår i släktet Prasinochrysa och familjen mätare. Inga underarter finns listade i Catalogue of Life.